# Nekrolog 1653
Nekrolog
◄◄
| ◄
| 1649
| 1650
| 1651
| 1652
| 1653 | 1654 | 1655 | 1656 | 1657 | ► | ►►
Weitere Ereignisse | Allgemeiner Nekrolog 1653
Die Beschreibung der verstorbenen Person sollte so kurz wie möglich gehalten sein und nur deren signifikante Tätigkeit(en) enthalten.
Neue Namen ggf. auch unter dem Geburts- und Sterbedatum, also etwa unter 1. Januar und im Geburts- und Sterbejahr (2024) eintragen (nur bei entsprechender großer Wichtigkeit). Für Beispiele siehe die schon vorhandenen Artikel.
Außerdem über die fünf zuletzt Verstorbenen, zu denen es einen ausreichend guten Artikel für eine Präsentation auf der Hauptseite gibt, nach der todesbedingten Überarbeitung der Artikel ggf. auch unter Wikipedia Diskussion:Hauptseite informieren und sie am besten auch in den anderen Wikipedia-Sprachversionen eintragen. Tipp: Regelmäßig bei news.google.de nach „ist tot“, „gestorben“ oder „verstorben“ suchen.
Wenn eine Person gestorben ist, gibt es viele Seiten zu dieser Person in der Wikipedia, die davon auch betroffen sind und entsprechend aktualisiert werden müssen. Beispiele: Namenübersichtsseite, Geburtsjahr, Geburtsort-Seiten und viele mehr.
Wie finde ich die betroffenen Seiten?
Im Suchfeld auf der linken Seite gibt man den Suchbegriff so ein: „Vorname Nachname“. Dann klickt man auf Volltext und alle Seiten mit entsprechendem Suchtext werden aufgerufen. Hier sieht man dann schnell, wo auch das Todesjahr Sinn macht oder sogar ein Teil des Artikels angepasst werden muss. Auch hilft das „Werkzeug“ auf der linken Seite sehr gut, um solche Seiten aufzufinden: „Links auf diese Seite“. Somit ist die Wikipedia wieder aktuell in allen Bereichen! Hinweis: bei Eintragung der Kategorie „Gestorben JAHR“ wird der Missbrauchsfilter 49 ausgelöst, was jedoch nicht schlimm ist. Siehe: Spezial:Missbrauchsfilter/49
Dies ist eine Liste von im Jahr 1653 verstorbenen bekannten Persönlichkeiten. Die Einträge erfolgen innerhalb der einzelnen Daten alphabetisch sortiert. Tiere sind im Nekrolog für Tiere zu finden.

## Januar
| Tag        | Name                            | Beruf, bekannt als                                                | Alter | Beleg |
| ---------- | ------------------------------- | ----------------------------------------------------------------- | ----- | ----- |
| 2. Januar  | Charles I. de La Vieuville      | Surintendant des Finances                                         | 71    |       |
| 4. Januar  | Melchior Otto Voit von Salzburg | Fürstbischof von Bamberg                                          | 49    |       |
| 7. Januar  | Johann Stucke                   | deutscher Jurist und Politiker                                    | 65    |       |
| 20. Januar | Claus Dietrich von Sperreuth    | Feldherr während des Dreißigjährigen Krieges                      |       |       |
| 24. Januar | Georg Rudolf                    | Herzog von Liegnitz (1602–1653) und Herzog von Wohlau (1615–1653) | 57    |       |

## Februar
| Tag         | Name                                       | Beruf, bekannt als                                                                    | Alter | Beleg |
| ----------- | ------------------------------------------ | ------------------------------------------------------------------------------------- | ----- | ----- |
| 2. Februar  | Ferdinand Geizkofler                       | Freiherr und württembergischer Hofkanzleidirektor                                     | 60    |       |
| 4. Februar  | Jasper Hanebuth                            | Räuber                                                                                |       |       |
| 9. Februar  | Adam Valentin von Redern                   | kurbrandenburgischer Oberst, Regimentschef und Stadtkommandant                        | 63    |       |
| 15. Februar | Uko Walles                                 | niederländischer Bauer und Führer der Ukowallisten                                    |       |       |
| 16. Februar | Johannes Schultz                           | deutscher Komponist                                                                   | 70    |       |
| 20. Februar | Luigi Rossi                                | italienischer Komponist des Frühbarock                                                |       |       |
| 20. Februar | Paul Marquard Schlegel                     | deutscher Mediziner und Botaniker                                                     | 47    |       |
| 21. Februar | Antoine Oudin                              | französischer Übersetzer, Romanist, Italianist, Hispanist, Grammatiker und Lexikograf | 57    |       |
| 21. Februar | Adriaan Pauw                               | holländischer Politiker                                                               | 67    |       |
| 23. Februar | Heinrich Schmid                            | deutscher Theologe                                                                    | 41    |       |
| 23. Februar | Georg Rodolf Weckherlin                    | deutscher Lyriker                                                                     | 68    |       |
| 26. Februar | Tiberio Cenci                              | italienischer Kardinal der Römischen Kirche                                           |       |       |
| 27. Februar | Diego López de Pacheco Cabrera y Bobadilla | spanischer Gouverneur spanischer Vizekönigreiche                                      | 53    |       |

## März
| Tag      | Name                                   | Beruf, bekannt als | Alter | Beleg |
| -------- | -------------------------------------- | --- | ----- | ----- |
| 4. März  | Rudolf von Tiefenbach                  | Feldherr im Dreißigjährigen Krieg                                                                                               | 70    |       |
| 6. März  | Johann Ludwig                          | deutscher Adeliger | 62    |       |
| 11. März | Georg Augustin von Khevenhüller        | Herr auf Liechtenstein, kaiserlicher Kämmerer, General-Feldmarschall-Lieutenant                                                 | 37    |       |
| 15. März | Pietro Maino Maderno                   | schweiz-österreichischer fürst-liechtensteinscher und kaiserlicher Hofbildhauer der Renaissance, Richteramt in Kaisersteinbruch |       |       |
| 20. März | Wolfgang Wilhelm                       | Pfalzgraf von Pfalz-Neuburg, Herzog von Jülich und Berg                                                                         | 74    |       |
| 23. März | Christian Arnd                         | deutscher Theologe und Logiker                                                                                                  | 29    |       |
| 23. März | Johann van Galen                       | niederländischer Geschwader-Kommandeur                                                                                          |       |       |
| 24. März | Alphonse-Louis du Plessis de Richelieu | französischer Geistlicher, Bischof, Kardinal                                                                                    |       |       |
| 28. März | Chajim Fürst                           | Kaufmann und Gemeindevorsteher in Hamburg                                                                                       |       |       |
| 29. März | Georg Friedrich zu Castell-Rüdenhausen | deutscher Landesherr | 52    |       |

## April
| Tag       | Name              | Beruf, bekannt als                       | Alter | Beleg |
| --------- | ----------------- | ---------------------------------------- | ----- | ----- |
| 20. April | Cölestin Myslenta | polnisch-deutscher lutherischer Theologe | 65    |       |

## Mai
| Tag     | Name                       | Beruf, bekannt als                                                          | Alter | Beleg |
| ------- | -------------------------- | --------------------------------------------------------------------------- | ----- | ----- |
| 3. Mai  | Adam Kisiel                | polnischer Magnat und Woiwode                                               |       |       |
| 11. Mai | Hans Landerhusen           | deutscher Offizier und Hamburger Oberalter                                  | 59    |       |
| 19. Mai | Elisabeth Lukretia         | Herzogin von Teschen                                                        | 53    |       |
| 19. Mai | Carel Reyniersz            | Generalgouverneur von Niederländisch-Indien                                 |       |       |
| 26. Mai | Robert Filmer              | englischer politischer Theoretiker                                          |       |       |
| 27. Mai | Adam Helms                 | deutscher evangelisch-lutherischer Geistlicher, Hauptpastor der Petrikirche | 73    |       |
| 30. Mai | Johann Arend von Goldstein | schwedischer General der Kavallerie                                         |       |       |

## Juni
| Tag      | Name                                   | Beruf, bekannt als                                                                             | Alter | Beleg |
| -------- | -------------------------------------- | ---------------------------------------------------------------------------------------------- | ----- | ----- |
| 5. Juni  | Federico Baldissera Bartolomeo Cornaro | italienischer Kardinal, Patriarch von Venedig                                                  | 73    |       |
| 6. Juni  | Joachim Stockmann                      | deutscher Mediziner und Hochschullehrer                                                        | 61    |       |
| 7. Juni  | Ludwig Jungermann                      | deutscher Botaniker und Arzt                                                                   | 80    |       |
| 7. Juni  | Joachim Wiebel                         | Hochschullehrer des Lehens- und Strafrechts in Tübingen und Advokat des Herzogtums Württemberg |       |       |
| 22. Juni | Willem van Steenwinckel                | dänischer Architekt und Baumeister                                                             |       |       |

## Juli
| Tag      | Name                | Beruf, bekannt als                                                    | Alter | Beleg |
| -------- | ------------------- | --------------------------------------------------------------------- | ----- | ----- |
| 7. Juli  | Christian Schybi    | Schweizer Bauernführer                                                |       |       |
| 10. Juli | Gabriel Naudé       | französischer Gelehrter und Bibliothekar                              | 53    |       |
| 11. Juli | Johann Fromhold     | deutscher brandenburgischer Staatsmann und Diplomat                   | 50    |       |
| 17. Juli | Daniel Schlegel     | deutscher Kaufmann, Kammer- und Ökonomierat                           |       |       |
| 23. Juli | Kaspar Steiner      | Schweizer Bauernführer                                                | 39    |       |
| 31. Juli | Thomas Dudley       | englischer Puritaner, zweiter Gouverneur der Massachusetts Bay Colony | 76    |       |
| 31. Juli | Leopold Rotenburger | deutsch-österreichischer Orgelbauer                                   |       |       |

## August
| Tag        | Name                            | Beruf, bekannt als                                                       | Alter | Beleg |
| ---------- | ------------------------------- | ------------------------------------------------------------------------ | ----- | ----- |
| 10. August | Maarten Tromp                   | niederländischer Admiral                                                 | 55    |       |
| 22. August | August                          | Fürst von Anhalt-Plötzkau                                                | 78    |       |
| 25. August | Moritz August von Rochow        | kurbrandenburgischer und kaiserlicher Obrist und Obrist-Feldwachtmeister | 44    |       |
| 27. August | Niklaus Leuenberger             | Schweizer Bauernführer                                                   |       |       |
| 29. August | Christoph Vitzthum von Eckstedt | kursächsischer Oberst und Stiftshauptmann                                | 59    |       |

## September
| Tag           | Name                   | Beruf, bekannt als                                | Alter | Beleg |
| ------------- | ---------------------- | ------------------------------------------------- | ----- | ----- |
| 3. September  | Claudius Salmasius     | französischer Altphilologe und Universalgelehrter | 65    |       |
| 15. September | Tymofij Chmelnyzkyj    | ukrainischer Kosakenführer                        | 20    |       |
| 25. September | Abraham Wheelocke      | britischer Arabist und Historiker                 |       |       |
| 26. September | Charles de L’Aubespine | Siegelbewahrer bzw. Kanzler von Frankreich        | 73    |       |

## Oktober
| Tag         | Name                               | Beruf, bekannt als                                                                                      | Alter | Beleg |
| ----------- | ---------------------------------- | --- | ----- | ----- |
| 3. Oktober  | Marcus Zuerius van Boxhorn         | niederländischer Gelehrter und Sprachwissenschaftler                                                    |       |       |
| 3. Oktober  | Achatius von Quitzow               | Mitglied der „Fruchtbringenden Gesellschaft“                                                            | 47    |       |
| 5. Oktober  | Joseph Clauder                     | evangelischer Theologe, Kirchenliedkomponist und Dichter                                                | 67    |       |
| 8. Oktober  | Kaspar Unternährer                 | Schweizer Bauernführer                                                                                  | 32    |       |
| 10. Oktober | Jacob Ernst Thomann von Hagelstein | deutscher Maler des Barock                                                                              |       |       |
| 13. Oktober | Christoph Martin von Degenfeld     | Feldherr im Dreißigjährigen Krieg und im Türkenkrieg                                                    |       |       |
| 25. Oktober | Gustav Gustavson                   | illegitimer Sohn König Gustav Adolfs; schwedischer Heerführer, Administrator des Fürstbistums Osnabrück | 37    |       |
| 25. Oktober | Théophraste Renaudot               | französischer Arzt, Philanthrop, gilt als Gründer des modernen Journalismus                             |       |       |
| 27. Oktober | Libert Froidmont                   | französischer Mathematiker, Philosoph und katholischer Theologe                                         | 66    |       |

## November
| Tag          | Name                     | Beruf, bekannt als                                                        | Alter | Beleg |
| ------------ | ------------------------ | ------------------------------------------------------------------------- | ----- | ----- |
| 10. November | Montdory                 | französischer Schauspieler und Theaterdirektor                            | 59    |       |
| 10. November | Christoph Scheibler      | deutscher Philosoph und Theologe                                          | 63    |       |
| 13. November | Louis-Emmanuel de Valois | Herzog von Angoulême und Pair von Frankreich                              |       |       |
| 24. November | Giacomo Filippo Biumi    | italienischer Organist und Komponist                                      |       |       |
| 26. November | Paul Pálffy              | ungarischer Palatin                                                       |       |       |
| 28. November | Elias Ehinger            | deutscher Bibliothekar und Pädagoge, evangelischer Theologe und Philologe | 80    |       |
| 29. November | Leonard Colchon          | deutscher Benediktinerabt und Präsident der Bursfelder Kongregation       | 60    |       |
| November     | Jacques de Serisay       | französischer Lyriker                                                     |       |       |

## Dezember
| Tag          | Name                                        | Beruf, bekannt als                           | Alter | Beleg |
| ------------ | ------------------------------------------- | -------------------------------------------- | ----- | ----- |
| 7. Dezember  | Christoph Carl Fernberger                   | österreichischer Weltreisender und Entdecker |       |       |
| 8. Dezember  | Albrecht Linemann                           | deutscher Mathematiker und Astronom          | 50    |       |
| 15. Dezember | Paris von Lodron                            | Erzbischof von Salzburg                      | 67    |       |
| 18. Dezember | David Lipach                                | deutscher evangelischer Theologe             | 73    |       |
| 21. Dezember | Elisabeth von Schleswig-Holstein-Sonderburg | Herzogin von Pommern                         | 73    |       |
| Dezember     | John Taylor                                 | englischer Dichter                           | 75    |       |

## Datum unbekannt
| Tag | Name                           | Beruf, bekannt als                                              | Alter | Beleg |
| --- | ------------------------------ | --------------------------------------------------------------- | ----- | ----- |
|     | Michael Albinus                | Prediger und Poet                                               |       |       |
|     | Johan Bicker                   | Bürgermeister von Amsterdam                                     |       |       |
|     | Raymond Bonal                  | katholischer Priester                                           |       |       |
|     | Pieter Carelsz. gen. Fabritius | holländischer Maler                                             |       |       |
|     | Constantia Czirenberg          | deutsche Musikerin und Sängerin                                 |       |       |
|     | John Erskine, 20. Earl of Mar  | schottischer Adeliger, 20. Earl of Mar                          |       |       |
|     | Ippolito Franconi              | italienischer römisch-katholischer Bischof                      |       |       |
|     | Anton Fürstenau                | deutscher Kaufmann und Diplomat                                 |       |       |
|     | Matthäus Gundelach             | deutscher Maler und Graphiker am Hof Kaiser Rudolfs II.         |       |       |
|     | Jeremias Hoesch                | Montanunternehmer                                               |       |       |
|     | Abraham Hogenberg              | Kupferstecher und Radierer                                      |       |       |
|     | Khungtaidschi Batur            | Prinz (Tayiji) der Oiraten und Begründer des Dschungarenreiches |       |       |
|     | Johann Georg Macasius          | deutscher Arzt                                                  |       |       |
|     | Lucretia Marinella             | italienische Autorin                                            |       |       |
|     | Hans Pfister                   | württembergischer Buchbinder, Petschierstecher und Radierer     |       |       |
|     | Hans von der Putt              | deutscher Bildhauer und Stempelschneider                        |       |       |
|     | Jan Jansz de Jonge Stampioen   | niederländischer Mathematiker                                   |       |       |
|     | Giovanni Giacomo Tencalla      | italienischer Architekt                                         |       |       |
|     | Neyiči Toyin                   | mongolischer Geistlicher und Missionar des Buddhismus           |       |       |
|     | Simon de Vlieger               | niederländischer Maler                                          |       |       |
|     | Jan Wildens                    | flämischer Maler                                                |       |       |
|     | Adam Wybe                      | niederländischer Baumeister                                     |       |       |